# Phakellia palmata
Phakellia palmata är en svampdjursart som beskrevs av R.W. Harold Row 1911. Phakellia palmata ingår i släktet Phakellia och familjen Axinellidae. Inga underarter finns listade i Catalogue of Life.